# Hana Yori Dango (película de 1995)
Hana Yori Dango (花より男子?) es una película japonesa estrenada el 19 de agosto de 1995, dirigida por Yasuyuki Kusuda. Está basada en el manga shōjo, Hana yori dango, escritor por Yōko Kamio. Es la primera adaptación cinematográfica en imagen real, y está protagonizada por Yuki Uchida, en el papel principal de Makino Tsukushi.

## Reparto
- Yuki Uchida como Tsukushi Makino.
- Shōsuke Tanihara como Tsukasa Domyoji.
- Fujiki Naohito como Rui Hanazawa.
- Koichi Hashizume como Akira Mimasaka.
- Kensaku Saeki como Sojiro Nishikado.
- Kaori Sakagami como Sakurako Sanjo.
- Marie Eguro como Shizuka Todo.
- Norika Fujiwara como Minako Yamano.
- Akari Tonegawa como Yuriko Asai.
- Ai Sasamine como Yuki Matsuoka.
- TRF (cameo).

## Canciones
- La canción inicial: "Baby's Growing Up'", fue interpretada por Yuki Uchida.

- La canción de final: "Overnight Sensation" (Jidai Wa Anata Ni Yudaneteru), fue interpretada por TRF.